# Substituție penală
Substituția penală, substituire penală, sau expiere substitutivă penală este o teorie protestantă a răscumpărării (expierii, ispășirii); afirmând cum Cristos, supunându-se voluntar planului Tatălui, a expiat condamnarea divină în locul omenirii (substituindu-se) – satisfăcând dreptatea divină, așa încât Dumnezeu să poată salva în mod just lumea, răscumpărând-o și împăcând-o cu sine. Nu trebuie confundată cu o idee ce stă la bază, comună întregii creștinătăți – expierea substitutivă.
Martin Luther, în timpul Reformei, a pus bazele ideii, ea continuând a fi dezvoltată în calvinism. Teoria este specific protestantă, dar construiește pe o fundație din creștinismul primar:  ideea de expiere substitutivă (a suferi/plăti/răscumpăra vina altuia), pe care se bazează și teoria patristică a răscumpărării sau, tot teorie patristică, a satisfacției – a lui Anselm de Canterbury. 
Teoria învață că prin moartea Sa, Isus, din dragoste pentru lume, ia păcatul asupra Sa (se substituie) pentru cei care își pun credința în El.

Faimosul teolog protestant și cercetător, J. I. Packer, afirma:
Noțiunea exprimată de fraza „substiuire penală” este că Isus Cristos, Domnul nostru, mișcat de o iubire determinată să facă totul pentru salvarea [mântuirea] noastră, a îndurat și a epuizat distrugătoarea justiție divină, la care noi oamenii am fi fost altfel destinați fără scăpare, și astfel a câștigat iertarea, adopția și glorificarea noastră. A afirma substituția penală, înseamnă a spune că omul credincios îi datorează acest lucru lui Isus Cristos, că acesta este izvorul tututor fericirilor sale, a păcii și a laudei, acum și-n eternitate.

## Definiție
Substituția Penale afirmă că Isus a luat asupra Sa pedeapsa pentru păcatele omenirii. Astfel, Dumnezeu putând să rezolve o problemă, aparent imposibilă, sau paradoxală, anume că iertarea divină trebuie să satisfacă dreptatea divină. Pe de o parte, fiind benevolent (a tot bun), Dumnezeu dorește în mod sincer și gratuit să salveze oamenii și să-i ierte, fără plată. Pe de alta, însă, fiind și simultan drept, este injust ca răul să scape nepedepsit. Așa că, Dumnezeu, din dragoste, s-a dat pe Sine în persoana Fiului Său, Isus Cristos, pentru a salva lumea, dar și pentru a satisface justiția.
Teoria este strâns legată de Trinitate. Doctrina trinitară, dar și de uniunea ipostatică (ideea că Isus e simultan om și Dumnezeu, ambele în deplin) afirmă că Isus este însuși Dumnezeu. Acest lucrul îl pune pe Dumnezeu într-o situație aparte, de a putea fi simultan legiuitor, judecător și salvator, de a condamna răul, dar în același timp, a salva inculpatul penitent. Luând asupra lui pedeapsa, Dumnezeu, Isus, aduce satisfacție dreptății divine, nu aruncând vina asupra altuia, ci asumându-și-o chiar El. În înțelegerea substituției penale ca teorie a expiației, moartea lui Cristos tratează păcatul și nedreptatea, iar învierea Sa reînnoiește condiția umană la starea de nevinovăție și comuniune cu Dumnezeu.
Alte teorii ale expiației sunt: teoria satisfacției (a lui Anselm de Canterbury), care susține că moartea lui Cristos a avut ca rol înfrângerea cosmică a diavolului căruia, din motive ce țin de justiție, lumea trebuia răscumpărată pentru a fi eliberată de influența sa; Christus Victor, care stipulează că efectul crucii a fost salvarea umanității de puterea păcatului și a morții, o viziune popularizată de Gustaf Aulén; și teoria exemplului moral, asociată cu Petru Abelard și Hastings Rashdall, care susține că prin viața și sacrificiul său suprem, Isus a oferit un exemplu de urmat umanității, prin care oamenii pot obține salvarea (mântuirea).

## Biserica primară
Cercetătorii sunt împărțiți cu privire la prezența substituției penale în biserica primară, teoria răscumpărării fiind cea mai des întâlnită în antichitate. Însă, ca și substituția penală, și teoria răscumpărării este tot una substitutivă, uneori fiind greu de diferențiat în scrierile bisericii primare.
Cercetătorii diferă în opiniile lor cu privire la precursori ai substituției penale în scrierile timpurii și ale prărinților, cum ar fi Iustin Martirul (c.100-165), Eusebius de Cezareea (c.275–339), Atanasie (c.300–373) și Augustin de Hipona (354–430).
Există un consens general că părinții nu au predat substituția penală ca teorie principală a expierii. Însă unii scriitori văd referințe la ideea de substituție penală ca element de sprijin în scrierile patristice. De exemplu, unii văd cum Sfântul Augustin vorbește despre substituție penală în expoziția Psalmului 51 (50 după numerotarea Septuagintei): „Căci însuși Domnul a fost supus morții, dar nu pentru că ar fi păcătuit el, ci pentru păcatul nostru: El a luat asupra lui pedeapsa noastră, și așa ne scapă de vinovăție”, iar în „Enchiridion” („Manual”, sau „Despre credință, speranță și iubire”) spune: „Cum oamenii stau sub mânia lui din cauza păcatului originar… era nevoie de un mediator, adică unul care să reconcilieze, care printr-o ofrandă, pe care toate ofrandele Legii și profeții o prefigurează, să alunge mânia… Acum, când se spune despre Dumnezeu că ar fi «mânios» noi nu-i atribuim în fapt asemenea sentimente deviante cum există în mintea oamenilor mânioși; dar ne referim la faptul că lui îi displace păcatul folosind termenul «mânie» prin analogie la emoțiile umane”.

## Aspecte judiciare din Biblie
Biblia conține o serie de cuvinte și expresii ce au conotație sau fac aluzie la idei juridice (sau judiciare), adică care țin de lege, de dreptate, etc.
Spre exemplu, în Ioan 19:30 („După ce a luat oțetul, Isus a spus: «S-a împlinit.» [...]”) expresia „s-a împlinit”, folosește termenul grecesc teleó (τελέω) care poartă și conotație de plătit sau achitat, idee juridică. Tot în Evanghelia după Sf. Ioan (Ioan 14:26), Sfântul Spirit este numit „mângâietor”, termenul grecesc paraklétos (παράκλητος) purtând și sensul de „avocat”, unul care pledează pentru cauza altuia și intercede pentru el.
În scrisoarea către Romani, Paul scrie despre cum credincioșii sunt declarați nevinovați în fața lui Dumnezeu („Așadar, justificați prin credință, avem pace [...] prin Domnul nostru Isus Cristos” Romani 5:1) termenul tradus în limba română drept justificare are la bază verbul grecesc dikaioó (δικαιόω), care deși poartă și semificația de a face pe cineva drept sau a dovedi (ceva/pe cineva care e deja) drept, primul sens enumerat e folosit foarte rar. Un alt sens mai des întâlnit este acela de a declara, a trata ca fiind drept, cu o puternică conotație juridică. Astfel, păcătosul penitent este absolvit de vină.
În Isaia (61:10-11), se vorbește despre acoperirea, învăluire sau îmbrăcarea cu mantia dreptății. Dreptatea fiind nu ceva posedat în sine, interior, ci ceva extern. Iar în Proverbe (17:15) „Cel ce declară drept pe cel stricat și cel ce condamnă pe cel drept […]” (Biblia Traducerea Fidela 2015) arată cum ideea de justificare, a declara drept, nu poate fi înțeleasă ca îndreptățire (în sens de a face ceva strâmb să fie drept), ci trebuie înțeleasă ca o declarație, o pronunțare.
Chiar cuvântul grecesc diathēkē (διαθήκη), folosit în Noul Testament, dar și în LXX (Septuaginta, traducerea greacă a Vechiului Testament), poartă, pe lângă înțelesul de testament, conotația de „dispoziție legală în favoarea cuiva”
Probabil cel mai puternic act, nu doar judiciar, ci și penal, este însăși crucificarea. Crucificarea, în legea romană, era una dintre cele mai dure pedepse rezervate criminalilor. La Calvar, juxtapunerea este puternică: Isus, singurul inocent (cf. Ioan 18:23), ia locul lui Baraba, un insurgent (cf. Ioan 18:40). Cel care a venit să salveze (cf. Matei 1:21), alege să nu se salveze pe sine (cf. Matei 27:40). Nu în ultimul rând, cei cu adevărat condamnați (cf. Ioan 3:18) îl condamnă pe cel inocent (cf. Marcu 15:13-14; Ioan 1:29). În final, când actul expiră (cf. Ioan 19:30), și este prea târziu pentru ca greșeala să poată fi reparată, inocența lui Isus este declarată (cf. Matei 27:54). Cu toate acestea, prin resurecția Sa, Isus pronunță iertare pentru cei ce l-au abandonat înainte, dar își pun credința în El (cf. Ioan 20:19).

## Critică
Critica adusă cel mai frecvent teoriei este cea de superfluență, sau superficialitate. Întrebarea fiind, de ce Dumnezeu n-ar fi putut să ierte pur și simplu subiecții săi, fără necesitarea unei oblații?
Cel mai frecvent răspuns este că sacrificiul cristic nu este o perpetuare a sacrificiilor umane, ci sfârșitul lor. Cu alte cuvinte, în fapt, caracterul lui Dumnezeu nu este unul care cere sacrificii inutil (cf. Evrei 10:8, Osea 6:6), ci a cărui plan era de la bun început să le sfârșească – chiar dacă asta presupune folosirea sacrificiilor animale temporar – chiar cu prețul propriei vieți, pentru a le pune capăt, ele fiind încă de la început un rezultat al decăderii umane, și nu a voinței divine.

În ceea ce privește iertarea gratuită, apologetica creștină vizează aici înțelegerea răului. În Evanghelia după Ioan (Ioan 3:18-19), este notat:
Cine crede în el nu este judecat, însă cine nu crede a fost deja judecat pentru că nu a crezut în numele Fiului unic al lui Dumnezeu. Aceasta este judecata: lumina a venit în lume, dar oamenii au iubit mai mult întunericul decât lumina, pentru că faptele lor erau rele 
Idee creștină nu este că Dumnezeu a necesitat în mod abuziv un sacrificiu. Ci aceea că, prin jertfa Sa, Isus dovedește lumea rea, vinovată (cf. Ioan 3:19-20), întrucât ea respinge lumina: „a venit la ai săi, dar ai săi nu l-au primit. ” (Ioan 1:11), expresia „ai săi” având conotații escatologice, referindu-se la întreagă familie umană, nu doar la poporul evreu. Însă prin actul său suprem, Cristos, simultan dovedește vinovăția lumii, dar aduce iertare și reconciliere pentru cei care cred (cf. Ioan 3:18).
O altă critică frecventă este cea a laxismului moral. Ideea că substituția penală duce la nepăsare, din moment ce „totul a fost deja plătit în avans”. Însă întreg motivul din spatele jargonului legal, pentru Luther și alți reformatori, era exact de a distinge omul carnal, păcătos (cf. Romani 7:15,18) – care în continuare zilnic are nevoie să fie învins și supus Evangheliei – de „omul lăuntric” (Romani 7:22), care este fructul justificării.
Încă o critică frecvent menționată este cea de „credință reflexivă” – ideea că „sunt salvat (mântuit) pentru că eu cred că sunt salvat”. Însă această viziunea este o caricatură a doctrinei pentru că, mântuirea prin credință în expierea crucii nu este auto-asumată de credincios, ci este oferită însuși de victima oblației (cf. Ioan 6:23; Ioan 11:25) și parte este din kerigma apostolică (Fap. 2:39; In. 20:31).
Justificarea prin credință, „în Cristos” (cf. 2 Corinteni 5:17), posibilă mulțumită substituției penale, îl împacă pe om cu Dumnezeu, care de dragul lui Cristos, iartă păcatele (cf. Romani 4:8). Dar asta nu înseamnă că omul e lipsit de responsabilitatea și datoria continuă de a se converti, de a-și cere iertare pentru greșeli, etc. (cf. Romani 5:10, 1 Ioan 1:8-10). În fapt, toate aceste lucruri sunt văzute ca daruri supranaturale, posibile ca efect al justificări, prin darul Sfântului Spirit,  care mereu caută după sine sanctificare (sfințirea). Un alt lucru care nu reiese din teoria substituției penale, este ideea că un credincios nu mai este pedepsit niciodată pentru păcatele sale (cf. Evrei 12:6). Deși credinciosul este considerat, judecat, declarat nevinovat prin virtutea ascultării pe care Cristos a avut-o, el este în continuare „curățat” (cf. Ioan 15:2) ca mlădiță, pentru a aduce rod și mai mult. Diferența fiind că nu este tăiat din viță (cf. Ioan 15:2-3).

## Dezvoltare
Teoria substituției penale este o interpretare bazată pe ideea de expiere substitutivă (a suferi ca răscumpărare pentru culpa altuia) care, la rândul ei, se întoarce la iudaismul celui de-al doilea templu – deși unii protestanți, precum William Lane Craig, citează medierea lui Moise, de a lua pedeapsa israeliților asupra sa (Exodul 32:30-34), ca exemplu de substituție penală încă din Vechiul Testament.
Ea fost dezvoltată în timpul Reformei Protestante din secolul al XVI-lea, fiind susținută de Martin Luther și Jean Calvin. A fost formulată mai concret de teologul reformat Charles Hodge (1797–1878). Adepții Substituției Penale susțin că conceptul este atât biblic, cât și înrădăcinat în tradiția Bisericii.

### Satisfacție vicară
Ideea de satisfacție vicară (a suferi pedeapsă în locul altuia) apare încă din iudaism. Isaia 53:4–6, 10, 11 face referire la „servitorul care suferă”:
„Iar el a purtat suferințele noastre și durerile noastre le-a luat asupra lui. Noi l-am considerat lovit, bătut de Dumnezeu și umilit. Dar el era străpuns pentru nelegiuirile noastre, lovit pentru păcatele noastre. Pedeapsa care ne aducea pacea era asupra lui. Prin rănile lui noi suntem vindecați. Noi toți rătăceam ca oile, fiecare avea propriul drum în față. Domnul a făcut să cadă asupra lui păcatele noastre, ale tuturor.;

Domnului i-a plăcut să-l zdrobească prin suferință; când sufletul și-l va pune ca jertfă pentru vinovăție, va vedea o descendență care-și va lungi zilele și dorința Domnului, prin mâna lui, va avea succes.

Din truda sufletului său va vedea și va fi satisfăcut în cunoașterea lui; slujitorul meu cel drept îi va îndreptăți pe mulți și va lua asupra sa păcatele lor.”

### Noul Testament

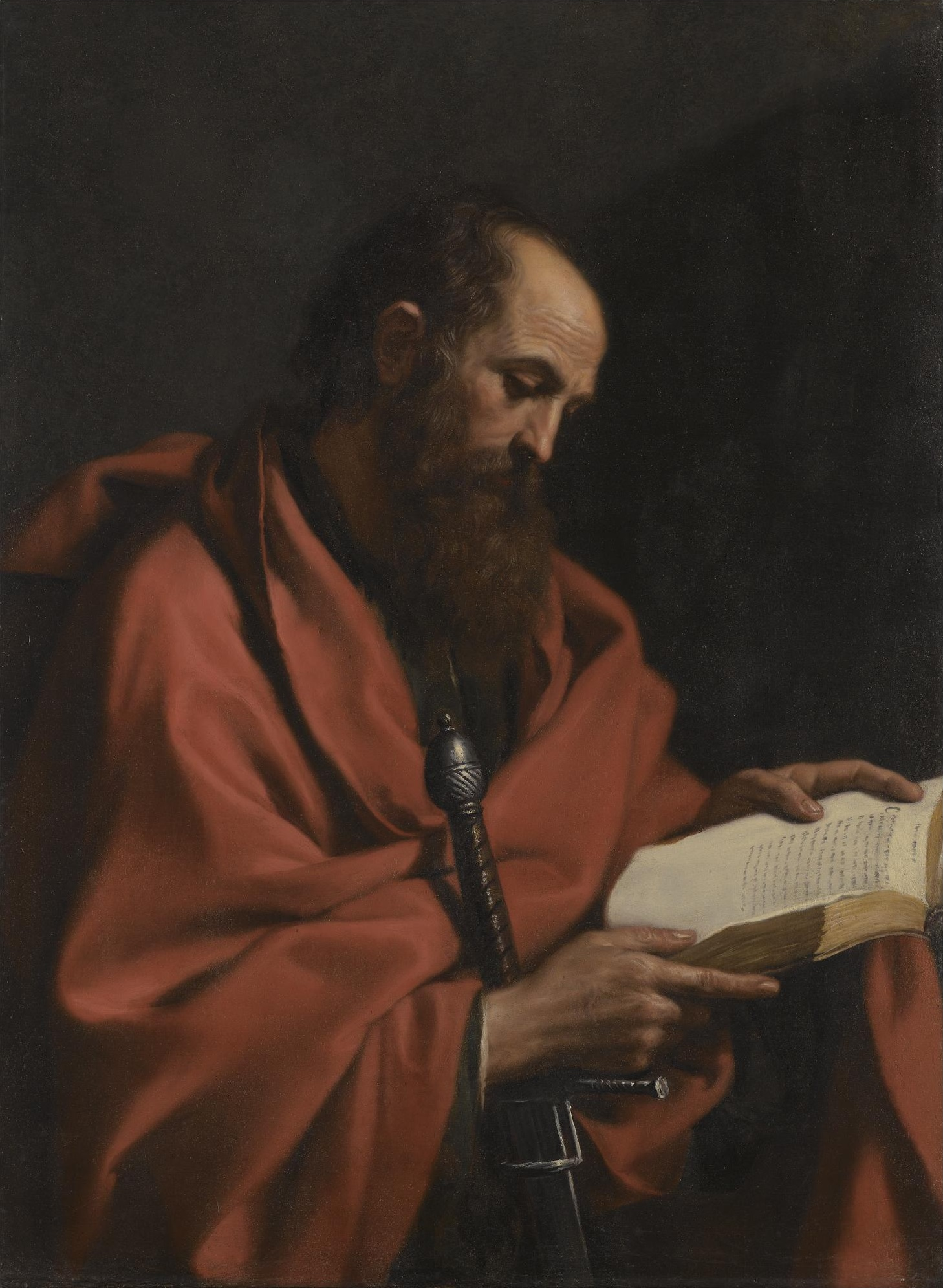
Apostolul Paul a elaborat în scrisorile sale tema crucii și salvării pe care ea o aduce

Autorii Noului Testament au folosit diferite metafore pentru a explica și interpreta moartea și învierea lui Isus. Potrivit lui C. Marvin Pate, „există trei aspecte ale expiației lui Cristos conform Bisericii primare: expiația vicară, înfrângerea escatologică a lui Satan (Christus Victor) și imitarea lui Cristos (prin participarea în moartea și învierea lui Isus)”.  Pate mai notează că aceste trei aspecte au fost strâns legate în cele mai vechi scrieri creștine, dar că această legătură s-a pierdut încă din timpurile patristice. 
Noul Testament conține referințe cheie, în special în scrisorile Sfântului Paul (corpusul Paulin), ce susțin ideea substituției penale (italice adăugate):
- Romani 3:23–26 – „De fapt, toți au păcătuit și sunt lipsiți de gloria lui Dumnezeu, dar sunt justificați în mod gratuit prin harul lui, prin răscumpărarea în Cristos Isus. Pe acesta Dumnezeu l-a pus ca jertfă de ispășire pentru ca, prin credința în sângele său, să-și arate dreptatea trecând cu vederea păcatele din trecut. în timpul îngăduinței lui Dumnezeu, ca să arate dreptatea lui în timpul de acum, așa încât să fie drept și să-l justifice pe cel care crede în Isus.” (Biblia Catolică)
- 2 Corinteni 5:21 – „Pe cel care nu a cunoscut păcatul el l-a făcut păcat de dragul nostru pentru ca noi să devenim justificarea lui Dumnezeu în el..” (Biblia Catolică)
- Galateni 3:10, 13 – „Cei care se bazează pe faptele Legii sunt sub blestem, căci este scris: „Blestemat să fie oricine nu rămâne [fidel] tuturor celor scrise în Cartea Legii ca să le împlinească”. Pe de altă parte, este clar că nimeni nu este justificat prin Lege înaintea lui Dumnezeu, căci cel drept va trăi din credință. Însă Legea nu este din credință, ci cel care împlinește acestea va trăi în ele. Cristos ne-a răscumpărat din blestemul Legii, făcându-se pentru noi blestem, căci este scris: «Blestemat oricine este atârnat pe lemn»” (Biblia Catolică)
- Coloseni 2:13–15 – „Pe voi, care erați morți pentru greșelile și  necircumcizia trupului vostru, v-a readus la viață împreună cu el, iertându-vă toate greșelile. El a șters documentul cu poruncile care erau împotriva voastră și l-a anulat pironindu-l pe cruce. A despuiat principatele și puterile și le-a denunțat în public după ce a triumfat asupra lor, prin el însuși”. (Biblia Catolică)
- 1 Petru 2:24 – „El însuși, pe lemn, a purtat păcatele noastre în trupul său pentru ca noi, murind pentru păcate, să trăim pentru dreptate. Prin rănile [lui] ați fost vindecați” (Biblia Catolică)
- 1 Petru 3:18 – „Căci și Cristos a suferit o dată pentru păcate, el, cel drept, pentru cei nedrepți, ca să vă ducă la Dumnezeu, dat la moarte în ceea ce privește trupul, dar înviat cu duhul,” (Biblia Catolică)

Bazat pe textul din Romani 3:23-26, NT Wright susțină că există, de fapt, diferite modele de substituție penală în care idea de justificare conlucrează cu cea de răscumpărare și sacrificiu.